# Oldřichov v Hájích
Oldřichov v Hájích (deutsch Buschullersdorf) ist eine Gemeinde in Tschechien. Sie liegt neun Kilometer nördlich des Stadtzentrums von Liberec im Isergebirge und gehört zum Okres Liberec.

## Geographie
Oldřichov v Hájích erstreckt sich im Westen des Isergebirges zwischen
den Gebirgsrücken Hejnický hřbet und Oldřichovský hřbet in den Tälern der Jeřice (Görsbach) und ihres Zuflusses Oldřichovský potok (Hemmricher Flössel). Des Weiteren mündet im Dorf auch die Malá Jeřice (Kleiner Görsbach) in die Jeřice. Durch das Dorf führt die Bahnstrecke Liberec–Zawidów, die oberhalb von Filipka in einem Tunnel den Oldřichovské sedlo (Hemmrich) durchquert. Nördlich erheben sich der Strmý vrch (Hängeberg, 698 m), Špičák (Spitzberg, 724 m) und Stržový vrch (Grubberg, 704 m); im Nordosten der Poledník (Mittagsberg, 864 m). Im südlichen Teil liegen zwei große Steinbrüche, im westlichen Bruch befindet sich der Teich Písečák.
Nachbarorte sind Polní Domky und Zátiší im Norden, Filipka im Nordosten, Na Pilách und Betlém im Osten, Zaječí Důl und Fojtka im Süden, Mníšek im Südwesten, Nová Ves, Mlýnice und Filipov im Westen sowie Albrechtice u Frýdlantu im Nordwesten.

## Geschichte
Die Besiedlung des oberen Görsbachtales erfolgte im 14. Jahrhundert. Erstmals urkundlich erwähnt wurde die Holzfällersiedlung Ulrichsdorf 1381 im Urbar der Herrschaft Friedland. Es wird angenommen, dass das Dorf nach dem Besitzer der Herrschaft, Ulrich von Bieberstein, benannt wurde. Die ersten Siedler stammten aus Kratzau und Schönborn. 1564 bestand die Einwohnerschaft aus 20 Bauern, zwei Gärtnern und elf Häuslern. In der berní rula von 1654 ist der Ort als Wes Ulesdorf verzeichnet. Später erhielt das Dorf zur Unterscheidung von gleichnamigen Ortschaften den Namen Buschullersdorf, der seit der Errichtung der Pfarre in Einsiedel nachweisbar ist. Die im 18. Jahrhundert gegründete Ansiedlung Philippsgrund erhielt ihren Namen nach dem Besitzer der Friedländer Herrschaft, Philipp Josef von Gallas. 1770 lebten in den 56 Häusern des Dorfes 230 Menschen.
Nach der Aufhebung der Patrimonialherrschaften bildete Buschullersdorf mit dem Ortsteil Philippsgrund ab 1850 eine politische Gemeinde im Gerichtsbezirk Friedland bzw. Bezirk Friedland. Die zum Ende des 18. Jahrhunderts erbaute Dorfkapelle musste 1861 dem Bau der neuen Straße weichen. 1875 wurde der Eisenbahnbau von Reichenberg nach Seidenberg vollendet. In Buschullersdorf und Philippsgrund standen im Jahre 1900 261 Häuser mit 1536 Bewohnern. Im Jahre 1920 wurde die Gemeinde in den Bezirk Reichenberg umgegliedert. Mit Beginn des Jahres 1925 erweiterte sich das Gemeindegebiet um die aus 22 Häusern bestehende Siedlung Betlém, die die Gemeinde von Voigtsbach abgekauft hatte. 1930 hatte Buschullersdorf 1508 Einwohner.
Nach dem Münchner Abkommen wurde die Gemeinde 1938 dem Deutschen Reich zugeschlagen und gehörte bis 1945 zum Landkreis Reichenberg. 1939 lebten in Buschullersdorf 1359 Menschen. Nach dem Zweiten Weltkrieg begann die Vertreibung der deutschen Bevölkerung.
Nach der Auflösung des Okres Liberec-okolí wurde die Gemeinde 1961 dem Okres Liberec zugeordnet. 1980 erfolgte die Eingemeindung nach Mníšek und seit 1990 besteht die Gemeinde wieder.

## Gemeindegliederung
Die Gemeinde Oldřichov v Hájích besteht aus den Ortsteilen Filipka (Philippsgrund) und Oldřichov v Hájích (Buschullersdorf). Zu Oldřichov v Hájích gehören außerdem die Ansiedlungen Betlém (Hoin) und Na Pilách (Görsbach bzw. Brettmühlen). Grundsiedlungseinheit ist Oldřichov v Hájích.

## Sehenswürdigkeiten
- Naturreservat Jizerskohorské bučiny; das seit 1999 geschützte Buchenwaldgebiet auf dem Hejnický hřbet mit einer Ausdehnung von 950,93 ha umfasst in seinem westlichen Bereich auch die Gipfel Strmý vrch, Špičák und Stržový vrch.
- ehemaliges Erbgericht
- Kapelle der Schmerzreichen Jungfrau Maria, errichtet in der zweiten Hälfte des 19. Jahrhunderts durch Kajetan Franz. Die östlich des Dorfes auf dem Friedhof angelegte Kapelle ist heute eine Ruine.

## Söhne und Töchter der Gemeinde
- Karl Michler (1882–1936), tschechoslowakischer Politiker deutscher Nationalität
- Gustav Herbig (1888–1965), deutscher Diplomat und Politiker